# 봄의 눈
《봄의 눈》(일본어: 春の雪)는 2005년 10월 29일 개봉한 일본의 영화이다. 미시마 유키오의 소설 풍요의 바다 제1권 〈봄의 눈〉을 원작으로 유키사다 이사오 감독에 의해 실사 영화화되었다. 주연은 츠마부키 사토시, 다케우치 유코.

## 개요
원작은 미시마 유키오의 장편 소설 "풍요의 바다" 4부작의 제1부 동명 소설 〈봄의 눈〉으로, 1965년 9월부터 1967년 1월에 걸쳐 일본의 월간 문예 잡지 "신초"에서 연재 발표되어, 1969년 1월에 단행본이 간행되었다. 1970년에는 요시나가 사유리와 이치카와 단주로 주연으로 텔레비전 드라마화가 되기도 하였다. 연극은 1969년 9월에 마츠모토 고시로과 사쿠마 료코 주연으로 공연되었다.
본작의 영화 〈봄의 눈〉은 제18회 도쿄 국제 영화제, 제10회 부산 국제 영화제에서 상영되었다.

## 출연진
- 츠마부키 사토시 (어린 시절: 코보리 하루키)
- 다케우치 유코 (어린 시절: 시다 미라이)
- 타카오카 소우스케
- 오이카와 미츠히로
- 에노키 타카아키
- 마노 쿄코
- 이시마루 켄지
- 미야자키 요시코
- 오오쿠스 미치요
- 키시다 쿄코
- 다구치 토모로오
- 야마모토 케이
- 타카하타 준코
- 나카하라 타케오
- 이시바시 렌지
- 와카오 아야코
- 나가타 아키라
- 미타니 유미
- 토쿠이 유

## 스탭
- 감독 : 유키사다 이사오
- 원작 : 미시마 유키오 〈봄의 눈〉("풍요의 바다" 4부작의 제1부 동명 소설) 신쵸 문고
- 각본 : 이토 치히로, 사토 신스케
- 기획 : 후지이 히로아키, 미시마 이이치로 (미시마 유키오의 장남)
- 프로듀서 : 이치카와 미나미, 우스이 유지, 하루나 케이, 아마기 모리오
- 촬영 : 준 후쿠모토
- 미술 : 야마구치 오사무
- 녹음 : 이토 히로노리
- 의장 디자인 : 이토 사치코
- 음악 : 다로 이와시로
- 음향 효과 : 사이토 마사토시
- 제작 프로덕션 : 도호 영화
- 제작 : 〈봄의 눈〉 제작위원회·도야마 쇼고 (도호, 후지 TV, 호리프로, S·D·P·하쿠호도 DY 미디어 파트너스)
- 배급 : 도호

## 주제가
- 우타다 히카루 - 〈Be My Last〉 (EMI 뮤직 재팬)

## 수상 정보
- 제29회 일본 아카데미 상
  - 우수 남우주연상 : 츠마부키 사토시
  - 우수 여우주연상 : 타케우치 유코
  - 우수 여우조연상 : 오오쿠스 미치요
  - 우수 음악상 : 다로 이와시로
  - 우수 촬영상 : 준 후쿠모토
  - 우수 조명상 : 나카무라 유우키
  - 우수 미술상 : 야마구치 오사무
  - 우수 녹음상 : 이토 히로노리
  - 우수 편집상 : 이마이 츠요시

## 같이 보기
- 봄의 눈 : 원작 소설